# Muž roku (film)
Muž roku (v anglickém originále Man of the Year) je americká filmová komedie z roku 2006. Režisérem filmu je Barry Levinson. Hlavní role ve filmu ztvárnili Robin Williams, Christopher Walken, Laura Linneyová, Lewis Black a Jeff Goldblum.

## Obsazení
| Robin Williams     | Tom Dobbs      |
| Christopher Walken | Jack Menken    |
| Laura Linneyová    | Eleanor Green  |
| Lewis Black        | Eddie Langston |
| Jeff Goldblum      | Stewart        |
| David Alpay        | Danny          |
| Faith Daniels      | moderátor      |
| Rick Roberts       | James Hemmings |
| Tina Fey           | sebe           |
| Amy Poehlerová     | sebe           |